# Chuyện tình nơi công sở
Chuyện tình nơi công sở (tiếng Trung: 華麗上班族, tiếng Anh: Office, Hán-Việt: Hoa lệ thượng ban tộc) là một bộ phim điện ảnh Hồng Kông – Trung Quốc thuộc thể loại hài – lãng mạn – nhạc kịch – chính kịch công chiếu vào năm 2015. Tác phẩm do Đỗ Kỳ Phong làm đạo diễn và đồng sản xuất, với sự tham gia của các diễn viên chính gồm Trương Ngải Gia, Vương Tử Dật, Lang Nguyệt Đình, Trần Dịch Tấn, Thang Duy và Châu Nhuận Phát. Kịch bản của bộ phim do chính Trương Ngải Gia chắp bút, được phóng tác từ vở kịch năm 2008 dưới tựa đề Tình công sở (tiếng Anh: Design for Living) do chính bà dàn dựng và đóng chính. 
Bộ phim có buổi trình chiếu tại Liên hoan phim quốc tế Toronto 2015 và sau đó được trình chiếu dưới định dạng 3D tại các cụm rạp ở Trung Quốc từ ngày 2 tháng 9 năm 2015 và tại Hồng Kông từ ngày 24 tháng 9 năm 2015. Nhìn chung, bộ phim nhận về những lời bình luận trái chiều nhưng đa phần là bình luận tích cực. Tại Giải thưởng điện ảnh Hồng Kông lần thứ 35, bộ phim được đề cử 6 hạng mục, trong đó có Nữ diễn viên chính xuất sắc nhất cho Trương Ngải Gia, và giành được hai hạng mục gồm Chỉ đạo nghệ thuật xuất sắc nhất và Nhạc phim hay nhất.

## Nội dung
Chuyện phim xảy ra tại công ty quảng cáo Chúng Tín (Jones & Sunn), một công ty tỷ đô sầm uất nhất lúc bấy giờ. Vào thời điểm này, công ty sắp niêm yết cổ phiếu nên Hà Trọng Bình  – chủ tịch của công ty, đã giữ lời hứa với Trương Oai – CEO của công ty – rằng bà sẽ trở thành cổ đông lớn của công ty. Tuy nhiên, khi một nhóm IPO vào công ty để kiểm tra các tài khoản, thì một loạt câu chuyện về mâu thuẫn nội bộ mới bắt đầu được tiết lộ. 
Sau khi tốt nghiệp, chàng trai trẻ tuổi Lý Tưởng, mang trong mình một hoài bão và ước mơ to lớn, đến thành phố với mong muốn trở thành người điều hành công ty. Tình cờ anh vào được công ty quảng cáo Chúng Tín, trở thành trợ lý của CEO Trương Oai. Trương Oai là một người phụ nữ thành công nhưng chuyện tình cảm lại lận đận. Lý Tưởng liên tiếp giúp đỡ Trương Oai vượt qua khó khăn. Anh tình cờ gặp Hà Kỳ Kỳ và hai người nảy sinh tình cảm với nhau. Đằng sau chuyện tình ấy, những chiêu trò, thủ đoạn của cả công ty dần được vén màn, buộc Lý Tưởng phải lựa chọn quyết định để giải quyết vấn đề sống còn này.

## Diễn viên
- Trương Ngải Gia trong vai Trương Oai
- Vương Tử Dật trong vai Lý Tưởng
- Lang Nguyệt Đình trong vai Hà Kỳ Kỳ
- Trần Dịch Tấn trong vai Vương Thiên Vĩ
- Thang Duy trong vai Tô Phi
- Châu Nhuận Phát trong vai Hà Trọng Bình
- Trương Triệu Huy trong vai Tôn Cường
- Xa Uyển Uyển trong vai Trình Ban
- Thiên Tâm trong vai Đường Gia Linh
- Hồng Thiên Minh trong vai Diệp Hạo
- Chu Kiện Quân trong vai Thẩm Khải
- Cung Từ Ân trong vai bà Hà